# Институт неорганической химии Рижского технического университета
Институт неорганической химии Рижского технического университета (латыш. RTU Neorganiskās ķīmijas institūts), ранее Институт неорганической химии АН Латвийской ССР — научно-исследовательское учреждение Латвии. Расположен в Саласпилсе. Во времена СССР являлся лидирующей организацией по разработке высокопрочных порошковых покрытий и борьбе с коррозией металлов.

## История
Институт создан 7 февраля 1946 года решением Совета народных комиссаров Латвийской ССР № 94 «Об учреждении Академии наук Латвийской ССР» как Институт химии АН Латвийской ССР.
23 декабря 1965 года Президиум Академии наук преобразовал его в Институт неорганической химии.
20 июля 1993 года решением Кабинета министров Латвийской республики передан в ведение Министерства образования и науки.
17 февраля 1998 года распоряжением Кабинета министров ЛР № 64 передан в ведение Рижского технического университета.
28 октября 2004 года распоряжением Кабинета министров ЛР № 824 преобразован в учреждение «Институт неорганической химии РТУ».

## Разработки
Достижения института начала 1960-х годов в плазменной химии и плазменной технологии послужили основой для разработки технологических приемов получения ультрадисперсных нанопорошков, применявшихся в двигателях ракет-носителей «Союз» и в корабле многоразового использования «Буран». С использованием таких порошков производились материалы с очень высокими противоударными свойствами и механической жесткостью. Теоретические основы этих работ заложили академики Б. А. Пурин (химия) и Ю. А. Михайлов (физика), а практические исследования вела специально созданная лаборатория под руководством Талиса Миллерса.
Институт был ведущим научным центром СССР по борьбе с коррозией. Этой темой руководили академик Л. К. Лепинь и ее ученик Б. А. Пурин, а непосредственные работы вели три лаборатории: электрохимии, защитных покрытий и высокотемпературной коррозии. Кинетические исследования коррозии стали в потоке жидкости в комплексе с электрохимическими измерениями на специально изготовленном стенде помогли создать эффективную электрохимическую защиту металлоконструкций Плявиньской ГЭС. При этом были учтены и состав местной воды, и природные условия станции.
Тему борьбы с коррозией разрабатывала и лаборатория защитных покрытий Альберта Якубовича Вайвода, создавшая преобразователи ржавчины, которые стали применяться вместо механической очистки ржавчины перед окрашиванием металла. Эти работы велись совместно с Чехословацким государственным институтом защиты материалов и были удостоены Государственной премии Латвийской ССР, которую Б. А. Пурин получил вместе с Л. К. Лепинь, В. М. Калек и А. Я. Вайводом в 1970 году[3].
Впоследствии Пурин разрабатывал плазмохимические технологии получения высокодисперсных порошков (нитридов титана, алюминия и др.), методы катодного восстановления металлов, электрохимические способы извлечения ионов из водных растворов[4].
Совместно с известным латвийским физиком Пурин разрабатывал идеи применения низкотемпературной плазмы (2—22 тысячи градусов) для получения жаропрочных покрытий и особо чистых веществ, что впоследствии помогло создать оболочку космического корабля «Буран».

## Учёные
У истоков института стоял химик, академик Академии наук Латвийской ССР Юрий Адамович Банковский, который с 1948 года занимался исследованиями химии комплексных соединений. Его академические исследования, в частности, мезоионная гипотеза строения внутрикомплексных соединений переходных металлов, помогли создать технологии разделения и определения малых концентраций металлов и неметаллов.
Институт неорганической химии АН Латвийской ССР был базой исследований ведущего учёного в сфере плазмохимических технологий Бруно Пурина. Он разработал технологии получения высокодисперсных порошков (нитриды титана, алюминия и другие), методику катодного восстановления металлов, электрохимические способы извлечения ионов из водных растворов.
В разработке порошковых материалов для космической индустрии принимал участие также академик Латвийской ССР Талис Миллерс, который вспоминал об этом так: «Мы много работали, спорили, искали. Стремились получить наилучший результат. Нам были созданы нормальные условия для работы: современная аппаратура для лабораторных исследований и оборудование для экспериментального производства». В космической области Институт неорганической химии тесно сотрудничал с Химическим факультетом Рижского политехнического института, где академик Александр Кристапович Малмейстер разработал теорию локальности деформаций, которая помогла решать проблему нагрузки оболочек, пластин и стержней.

## Экспериментальное производство
Для развития порошковых технологий при институте в 1976 году было создано Специальное конструкторско-технологическое бюро неорганических материалов, обеспечившее производство 3-5 тонн порошка в год.

## Реорганизация и современные исследования
После восстановления независимости Латвии институт утратил академический статус и был передан в ведение Рижского технического университета, а с 2015 года присоединён к его факультету материаловедения и прикладной химии.
Его научная деятельность охватывает:
- развитие плазменных и химических технологий синтеза оксидов, нитридов, карбидов и боридов;
- создание функциональных и термостойких конструктивных материалов;
- разработку наноматериалов с использованием быстрых методов выделения наночастиц при применении плазменных разрядов и микроволнового разогрева;
- исследование наночастиц и наноструктурных материалов;
- разработку методов биоматериалов на основе модифицированного гидроксиапатита и методов синтеза базирующихся на фосфатах твердых электролитов;
- разработку активных катализаторов и фотокатализаторов, люминесцентных материалов.

Институт ведет исследования на основе грантов Латвийской академии наук, государственной программы исследований в материаловедении, европейских фондов ERAF, ESF и других европейских проектов. За счет ЕС была приобретена аппаратура микроволнового синтеза наночастиц, установки контроля наночастиц, высокочастотный генератор.
В исследованиях институт сотрудничает с Институтом физики твердого тела Латвийского университета, факультетом материаловедения и прикладной химии РТУ, научными организациями Германии, Австрии, Болгарии, Бельгии, Литвы, а также предприятиями PCT Ltd. и NEOMAT, специализирующимися на плазменной технологии.
Институт выпускает в среднем 32 научные публикации в год, участвует в 30 научных конференциях в Латвии и за рубежом, организует международную научную конференцию Baltmattrib и совместно с другими научными учреждениями издаёт «Латвийский химический журнал» (Latvijas Ķīmijas Žurnāls).